# Anagrelid
Anagrelid – organiczny związek chemiczny, lek cytostatyczny, stosowany w leczeniu nadpłytkowości samoistnej. Próbowano również stosować anagrelid w leczeniu przewlekłej białaczki szpikowej. Anagrelid zsyntetyzowano pierwotnie jako lek antyagregacyjny. Jego zdolność do zmniejszania poziomu płytek krwi wykryto zupełnie przypadkowo, pod koniec lat 80. w trakcie prowadzenia badań nad jego skutecznością w hamowaniu agregacji trombocytów. Od 1997 roku anagrelid zarejestrowany jest w Stanach Zjednoczonych jako lek przeznaczony do leczenia nadpłytkowości samoistnej.

## Mechanizm działania
Anagrelid wykazuje specyficzne i nie do końca zbadane działanie obniżające poziom trombocytów we krwi. W wyniku badań ludzkiej megakariocytopoezy dowiedziono, że anagrelid opóźnia dojrzewanie megakariocytów, zmniejsza ich rozmiar oraz ploidię. Anagrelid jest również inhibitorem fosfodiesterazy III cyklicznego adenozynomonofosforanu.
U pacjentów z nadpłytkowością samoistną anagrelid powoduje zmniejszenie ilości płytek krwi o ponad 50%, do wartości ≤ 600 × 109/l. Działanie to utrzymuje się do 4 dni.

## Synteza anagrelidu
Synteza anagrelidu została opracowana przez firmę Shire. Rozpoczyna się ona od reakcji nitrowania 2,3-dichlorobenzaldehydu mieszaniną nitrującą, której produktem jest 2,3-dichloro-6-nitrobenzaldehyd. Związek ten następnie ulega redukcji przez NaBH4 w środowisku metanolu, tworząc alkohol 2,3-dichloro-6-nitrobenzylowy, który w reakcji z chlorkiem tionylu tworzy pochodną chlorku benzylu. Pochodna ta kondensuje się z estrem etylowym glicyny w obecności trietyloaminy, dając 2-(2,3-dichloro-6-nitrobenzylamino)octan etylu. Redukcja grupy nitrowej przy użyciu zakwaszonego HCl roztworu wodnego SnCl2 daje pochodną aminową, którą następnie poddaje się cyklizacji z bromkiem cyjanku w toluenie i otrzymuje 2-(5,6-dichloro-2-imino-1,2-dihydrochinazolin-3(4H)-ylo)octan etylu. Związek ten ponownie cyklizuje w środowisku wodnym z trietyloaminą, dając anagrelid. Możliwa jest również synteza anagrelidu z 2,3-chloro-6-nitrobenzaldehydu, który kondensuje się z estrem etylowym glicyny w obecności NaBH4, z pominięciem dwóch produktów przejściowych (pochodnej alkoholu nitrobenzylowego i chlorku benzylu).

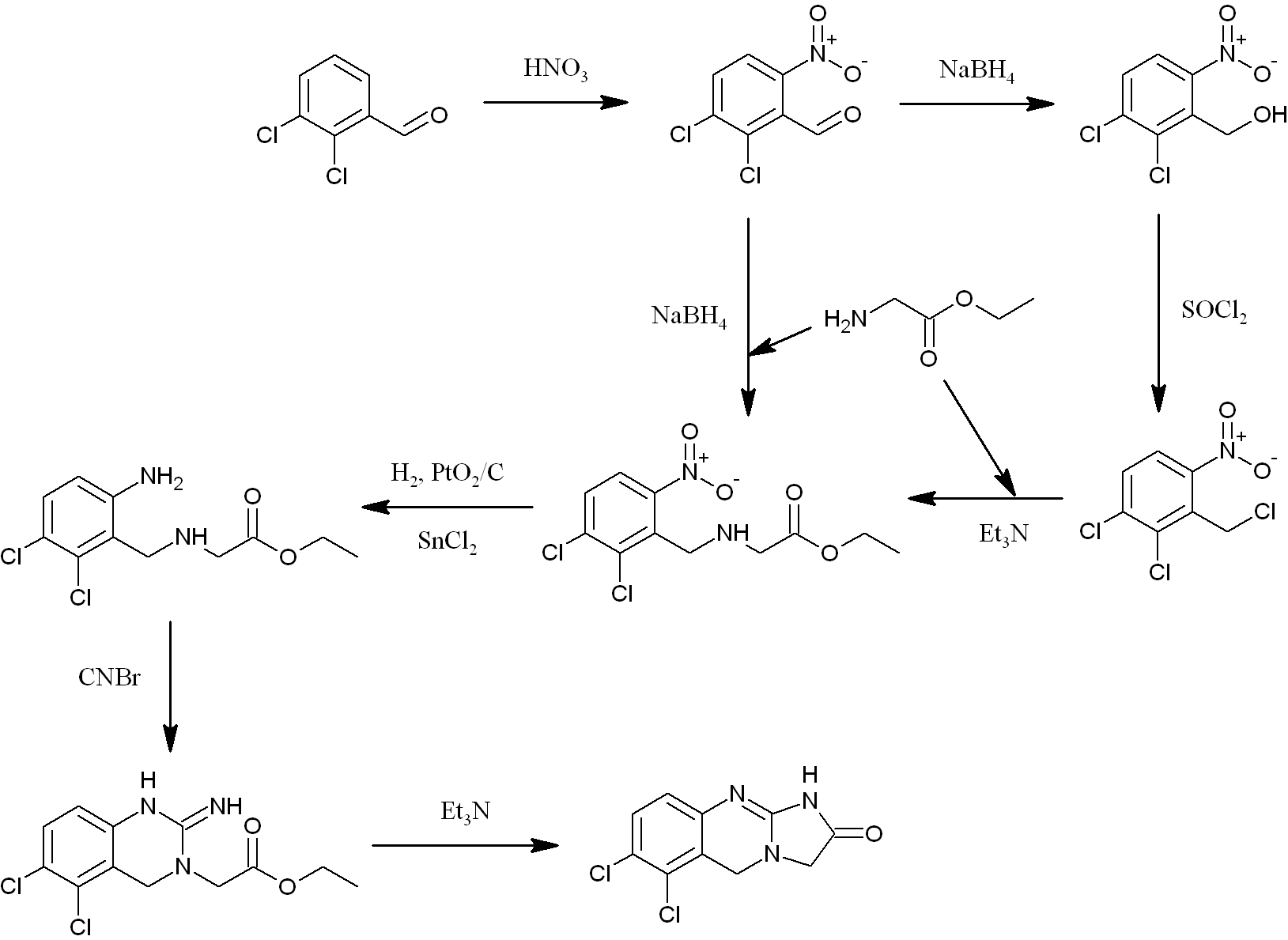
Synteza anagrelidu

## Farmakokinetyka
Z przewodu pokarmowego anagrelid wchłania się w około 70%, osiągając maksymalne stężenie we krwi po godzinie od podania preparatu. Okres półtrwania wynosi 1,3 godziny. Pokarm zmniejsza wartość Cmax osiąganą przez anagrelid o 14%, nie jest to jednak istotne klinicznie. Lek jest metabolizowany w wątrobie, głównie przy udziale CYP1A2, przy czym powstają dwa metabolity, z których pierwszy może wykazywać aktywność farmakologiczną: 2-amino-5,6-dichloro-3,4-dihydrochinazolina i N-(5,6-dichloro-3,4-dihydrochinazolin-2-ylo)-2-oksoacetamid. Lek wydalany jest razem z moczem, prawie wyłącznie w postaci metabolitów. Tylko mniej niż 1% leku wydalane jest w postaci niezmienionej.

## Wskazania
Anagrelid jest stosowany w celu zmniejszenia liczby płytek krwi u zagrożonych chorych z nadpłytkowością samoistną, szczególnie w przypadku, gdy nie tolerują oni bieżącego leczenia, lub gdy leczenie to nie przynosi wystarczających rezultatów. Stan zagrożenia pacjenta z nadpłytkowością samoistną określa się na podstawie występowania jednego lub więcej z następujących czynników:
- wiek powyżej 60 lat
- liczba płytek krwi powyżej 1000 × 109/l
- przebyte zdarzenia zakrzepowo-krwotoczne

## Przeciwwskazania
- Nadwrażliwość na anagrelid lub jakikolwiek inny składnik preparatu
- Chorzy z umiarkowanymi lub ciężkimi zaburzeniami wątroby i nerek
- Ciąża[22] i karmienie piersią (przeciwwskazania względne).

## Ostrzeżenia specjalne
1. Należy zwrócić szczególną uwagę na chorych z lekkimi zaburzeniami funkcjonowania wątroby i nerek. Leczenie należy przerwać, gdy nastąpi niebezpieczne podwyższenie aktywności aminotransferaz lub spadek klirensu kreatyniny.
2. Podczas leczenia anagrelidem należy często monitorować morfologię krwi.
3. Po przerwaniu podawania angrelidu poziom płytek krwi zacznie wzrastać po 4 dniach, a 10–14 dni później powróci do stanu sprzed rozpoczęcia leczenia.
4. Zaleca się, by kobiety w wieku rozrodczym stosowały skuteczne metody antykoncepcji.
5. Donoszono o kilku przypadkach wystąpienia kardiomegalii oraz zastoinowej niewydolności serca. Pacjenci w dowolnym wieku, u których stwierdzono lub podejrzewa się choroby serca, powinni być leczeni anagrelidem ze szczególną ostrożnością i tylko wtedy, gdy potencjalne korzyści przewyższają potencjalne ryzyko[23].
6. Ze względu na ograniczone informacje odnośnie do bezpieczeństwa stosowania, zaleca się szczególną ostrożność podczas podawania anagrelidu pacjentom poniżej 18. roku życia[24][25][26].
7. Badania na zwierzętach wykazały toksyczność wielokrotnych dawek anagrelidu, objawiającą się w postaci krwotoków podwsierdziowych i ogniskowej martwicy mięśnia sercowego. Anagrelid może również wykazywać szkodliwy wpływ na reprodukcję. W badaniach na szczurach lek powodował zwiększoną częstość resorpcji zarodków i obumierania płodów[27].

## Interakcje
Anagrelid metabolizowany jest głównie przy udziale CYP1A2. Inhibitory tego izoenzymu, takie jak fluwoksamina, omeprazol czy sok z grejpfruta, mogą teoretycznie wpływać niekorzystnie na usuwanie leku z organizmu. Anagrelid może powodować zwiększenie stężenia teofiliny i innych leków metabolizowanych przez CYP1A2.
Anagrelid może nasilać działanie leków o właściwościach inotropowo dodatnich, czyli zwiększających kurczliwość mięśnia sercowego, takich jak: milrynon, enoksymon, amrynon, olprynol, cylostazol. Stwierdzono niesynergistyczne nasilenie działania kwasu acetylosalicylowego podczas równoczesnego podawania z anagrelidem.
Anagrelid może zmniejszać wchłanianie doustnych środków antykoncepcyjnych.

## Działania niepożądane
Pacjenci leczeni anagrelidem najczęściej zgłaszają: bóle głowy (14%), kołatanie serca (9%), obrzęki i nudności (6%) oraz biegunkę (5%). Rzadziej występują:
- niedokrwistość
- małopłytkowość
- pancytopenia
- wylewy podskórne
- krwotoki
- zwiększenie masy ciała
- zawroty głowy
- zaburzenia nerwowe (parestezje, niedoczulica, zaburzenia koordynacji, dyzartria, szum w uszach)
- depresja, bezsenność lub senność, dezorientacja, nadmierna nerwowość, niepamięć
- uczucie suchości w jamie ustnej
- zaburzenia widzenia (diplopia)
- częstoskurcz nadkomorowy, komorowy
- wysięk osierdziowy
- niedociśnienie ortostatyczne
- kardiomiopatia[28]
- duszność
- nadciśnienie płucne
- nacieki na płucach, zapalenie płuc[29][30]
- zaburzenia przewodu pokarmowego
- skórne reakcje alergiczne (w tym owrzodzenia nóg)[31]
- łysienie
- bóle kości i mięśni, bóle pleców
- objawy grypopodobne
- uczucie zmęczenia.

## Dawkowanie
Leczenie rozpoczyna się od podawania 1 mg anagrelidu na dobę, w dwóch dawkach po 0,5 mg. Dawki początkowej nie powinno się modyfikować co najmniej przez tydzień. Po tym czasie dawkę anagrelidu dostosowuje się tak, aby dawka konieczna do osiągnięcia efektu terapeutycznego była jak najmniejsza. Zaleca się, by poziom płytek krwi utrzymywać na poziomie mniejszym niż 600 × 109/l, najlepiej w przedziale od 150 × 109/l do 400 × 109/l. Tempo zwiększania dawki nie powinno być wyższe niż 0,5 mg/dobę w ciągu tygodnia, natomiast maksymalna jednorazowa dawka nie powinna być większa niż 2,5 mg.

## Preparaty
- Xagrid (Shire Pharmaceutical Contracts Ltd) – kapsułki twarde 0,5 mg (substancja czynna w postaci chlorowodorku)